# Онвервахт
Онвервахт (нидерл. Onverwacht) — город в Суринаме, административный центр округа Пара. Население составляет около 2200 человек.

## История
Онвервахт был основан в семнадцатом веке на правом берегу Хойкрика, притока реки Пара и первоначально это была плантация, где выращивали табак. В первой половине XVIII века, он был назван в Боззер Сранан Тонго в честь владельца плантации, Фредерик Боззе. После отмены рабства в 1863 году восемь бывших рабов купили землю в 1881 году, чтобы произвести лесопосадку. В 1968 году город стал административным центром района Пара.

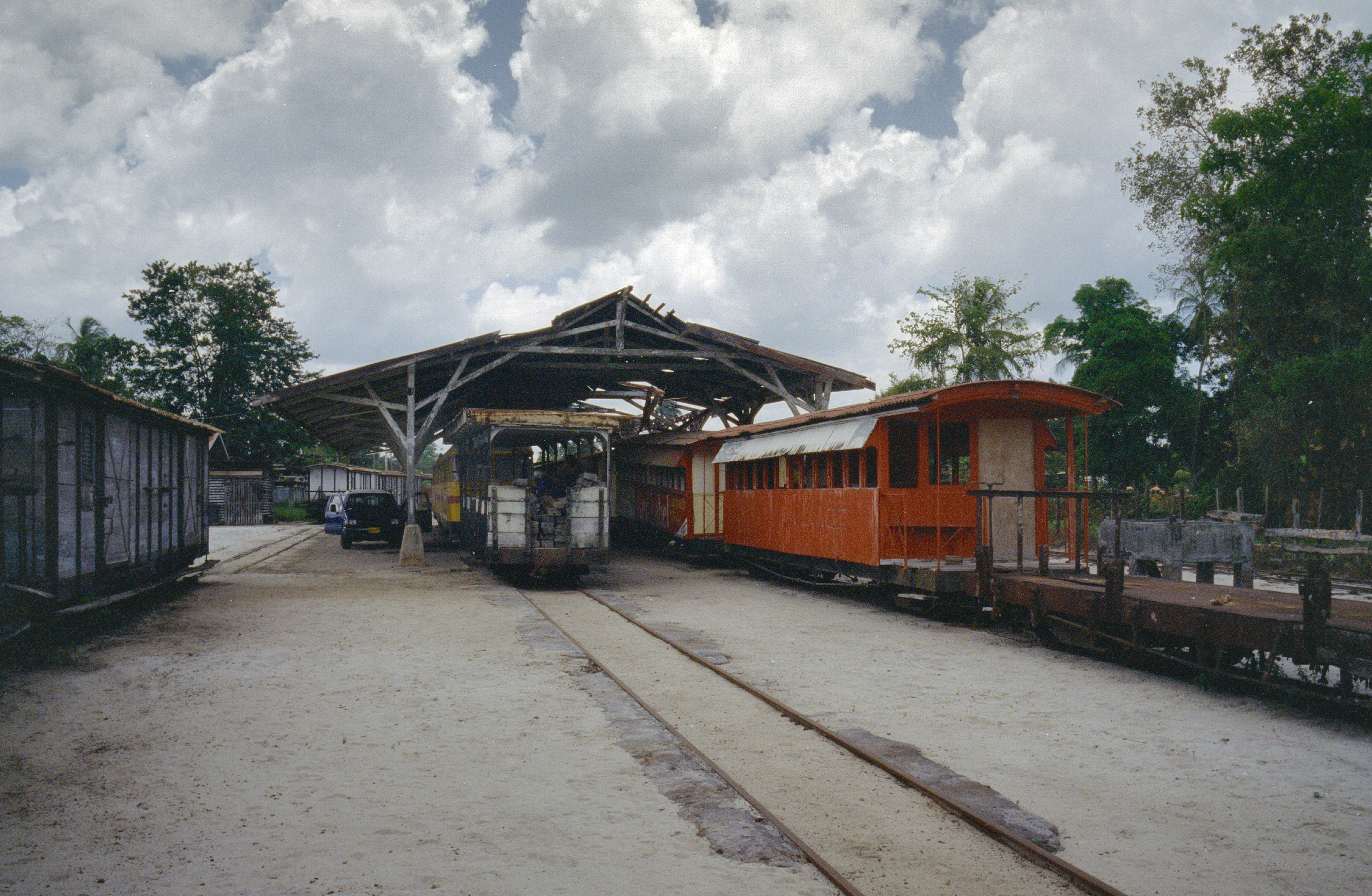
бывшая железнодорожная станция Боззе